# Ontur
Ontur (anteriormente hasta 1857 Otur) es un municipio español situado al sureste de la península ibérica, en la provincia de Albacete, dentro de la comunidad autónoma de Castilla-La Mancha. Se encuentra a 71 km de la capital provincial, limitando con la Región de Murcia. En 2020 contaba con 1.976 habitantes, según los datos oficiales del INE. El municipio es famoso por sus muñecas romanas y por su famoso gentilicio conocido en los municipios cercanos, levas.

## Toponimia
Hay varias teorías  sobre la procedencia del topónimo Ontur:
1) Ramón Menéndez Pidal, en su «Toponimia Prerrománica Hispana», atribuye al sufijo –UR la significación de agua. Esto unido a la tradición  oral que dice que por aquí  discurría el río TUR y junto a la raíz ON –ONT que podría derivar  del griego ONTOS, daría lugar, según algunos autores, a Ontur («los seres o gentes del río»).
2) Esos autores siguen diciendo que algunos  pretenden que este río fue conocido como Túrbura y así, según Apuleyo, el sufijo –URA significa una escorpina cola de escorpión, lo que daría lugar  «hombres de la parte baja del río».
3) También podría derivar  de bura-barae (cama de arados, necedades, cuentos de viejas, fábulas) junto con -TUR (río) significaría «el río de las mentiras o necedades».
4) Otras teorías lo harían proceder de Turbula serían: TUR (río) y BULLA-AE (burbuja) y también  de 'TURBO-AS' (torbellino de viento, multitud) y ULLA (diminutivo) y significaría «pequeña multitud»; otra derivación sería TRULLA y significaría «alboroto, bulla, turba».
5) Otra teoría dice  que podía derivar de «fuente» FONT-HONT-ON que, junto con el sufijo -UR, significaría «Fuente de agua». Otros indican que procedería de FONT-HONT que, junto al sufijo –UR, significaría “fuente de tesoro”.
6) Por último está  la teoría que propone su procedencia de  de Turbolanos o Turbolitanos, que eran los pobladores («gente violenta, guerrera o turbulenta»).

## Historia
Territorio perteneciente a la antigua Taifa de Murcia en época musulmana, se convierte en dominio de la Corona de Castilla, dentro del Reino de Murcia en virtud del Tratado de Alcaraz en 1243, de mano del infante don Alfonso, futuro Alfonso X el Sabio.
Entre 1244 y 1256 Ontur perteneció al Señorío de Caudete, para después pasar al Marquesado de Villena.

## Geografía humana

### Demografía
Cuenta con una población de 1890 habitantes (INE 2024).
| Gráfica de evolución demográfica de Ontur entre 1842 y 2021 |
| |
| Población de derecho según los censos de población del INE Población de hecho según los censos de población del INEEn este censo se denominaba Otur: 1842 Entre el censo de 1897 y el anterior, crece el término del municipio porque incorpora a 02004 (Albatana) Entre el censo de 1920 y el anterior, disminuye el término del municipio porque independiza a 02004 (Albatana) |

### Economía
La mayor parte de la población se dedica al cultivo de la vid, el olivo y el almendro, pero también tiene gran importancia el cultivo de la huerta, donde se cultivan patatas, tomates, alfalfa y como árbol frutal más importante el albaricoquero, aunque también hay perales, ciruelos y otros frutales.
Con Denominación de Origen Jumilla, el vino "Castillo de Ontur" fabricado en la cooperativa, es vino afable para las mesas acompañando las comidas.

## Muñecas romanas de marfil y ámbar
Las muñecas de marfil de las niñas romanas eran un lujo que pocos padres podían permitirse. En una tumba infantil de la necrópolis de las Eras de Ontur, se hallaron cinco de estas muñecas articuladas: cuatro de marfil y una de ámbar. El descubrimiento es excepcional por el alto número de ejemplares encontrados y por la originalidad de la pieza de ámbar. Se calcula que su dueña jugó con estas muñecas entre el siglo III o IV después de Cristo. 
Las muñecas se pueden ver en el Museo Arqueológico de Albacete.

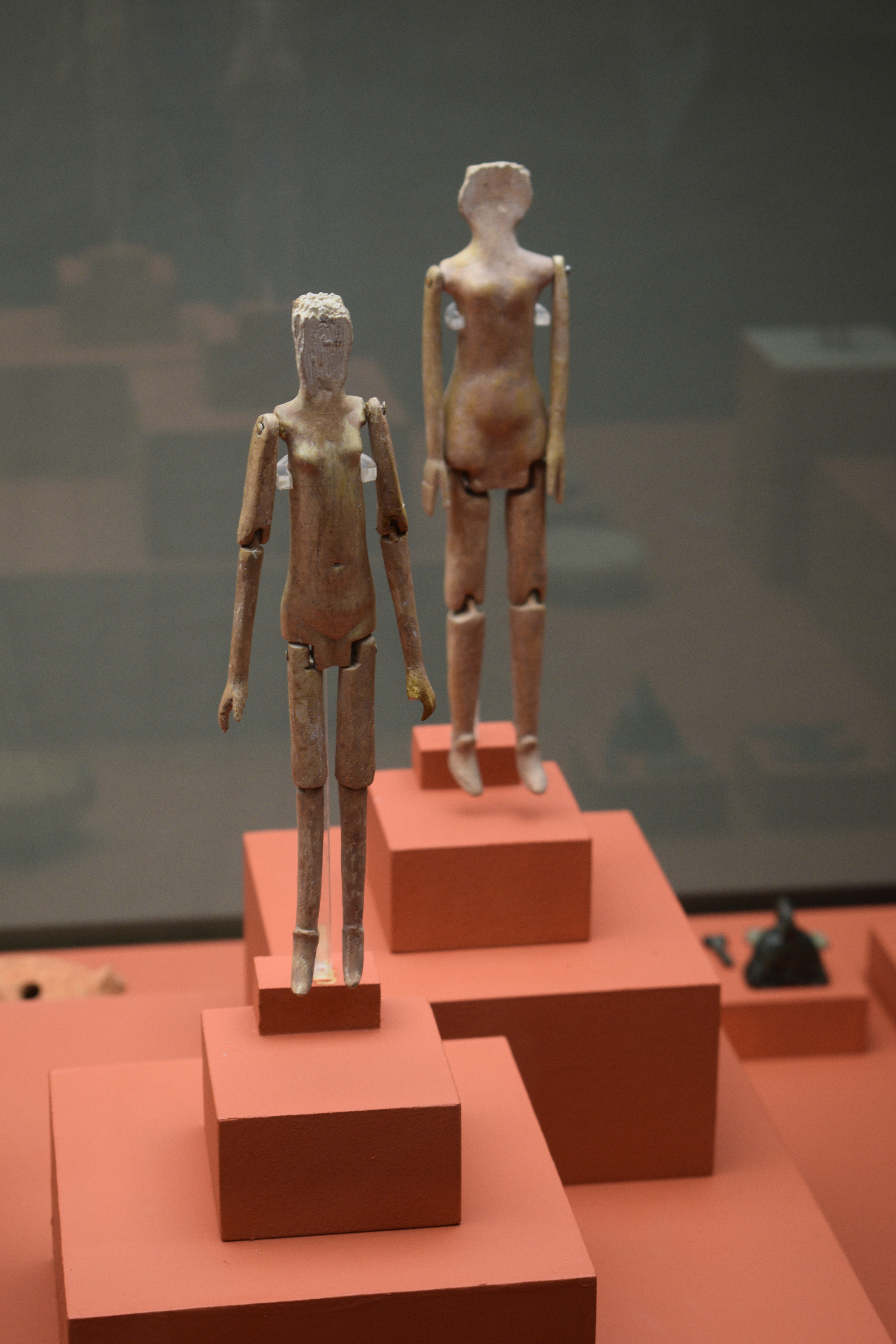
Muñecas articuladas de Ontur.

## Aeródromo de Ontur
Al pie de la sierra del Madroño, donde se encuentra el monte del mismo nombre, el más alto de la comarca con 1051 m s. n. m., se ubican las instalaciones del Aeródromo de Ontur. Centro Regional de los Deportes Aéreos, está situado a dos kilómetros de la localidad. Es un aeródromo civil propiedad del Ayuntamiento que cuenta con unas magníficas instalaciones cuya finalidad es hacer posible la práctica de todas las modalidades aéreas deportivas, y especializado en vuelo sin motor, aprovechando unas condiciones climáticas excepcionales para la práctica de este deporte. 
Está dotado con hangares, una pista asfaltada de 1200 m de longitud, zona de acampada y seis bungalós. Cuenta también con una pista para aeromodelismo, apta para ultraligeros.
Esta instalación se ha convertido en cita obligada para los pilotos de planeador de todo el mundo, atraídos por las condiciones térmicas que les permiten volar cientos de kilómetros. Está disponible para clubes o escuelas que de forma organizada lo soliciten.

## Naturaleza
La vegetación es poco abundante. La sierra tiene variedad de plantas oleaginosas y medicinales como pueden ser el romero, tomillo, espliego, manzanilla y abundante esparto.
También hay variedad de árboles, aunque no en abundancia, como puede ser el pino (sobre todo en la sierra del Madroño), olmos, higueras, y chopos.
Entre los animales más abundantes se encuentran gran variedad de reptiles como lagartos, lagartijas, culebras y salamandras. En menor cantidad encontramos conejos y liebres. Para aprovechar la miel de las abejas, hay instaladas colmenas por la sierra.
Las aves más importantes son las perdices, muy perseguidas y valoradas por los cazadores, además de las golondrinas, aunque también se encuentran palomas, codornices, cuervos torcaces, tórtolas y antiguamente también había águilas y buitres.
Hay zonas verdes tanto dentro como fuera del casco urbano. Fuera de él encontramos:
-La zona del lavadero (restaurado en 1990), donde podemos encontrar barbacoas, mesas interiores y exteriores, una fuente, pinos y nogueras.
-Otra zona, situada en la montaña (en la parte norte de la sierra del Madroño) es el merendero donde también hay barbacoas, paseos, mesas, un mirador, una fuente de agua natural y una pineda.
Dentro del casco urbano se encuentra la zona verde más importante, el parque Clemente Cantos, situado en la zona norte de la localidad junto al colegio público, restaurado en 2002. También existe una fuente (trasladada desde la plaza), farolas, pistas de petanca, etc.
La otra zona verde se encuentra en el barrio de San Francisco, más conocido como las "Casas Baratas", junto al cuartel de la guardia civil. Tiene columpios, fuentes, bancos, pinos y un mirador desde donde se puede ver el núcleo urbano principal.
Y otras zonas más pequeñas que podemos encontrar en la ermita o en los pisos.

## Gastronomía
Arroz con pollo y conejo, gachas de mataero, migas, gazpachos manchegos, los refrescantes mojetes en los meses veraniegos, etc. y los dulces como el rollo de amor, los rollos fritos, las tortas de manteca o los panecicos dulces.
Una de las bebidas típicas del municipio es la sangría, coloquialmente conocida como "cuerva", donde su base principal es el vino muy presente en la localidad.

## Fiestas
Se celebran fiestas patronales en honor a San José del 17 al 21 de marzo, con encierros, desfile de carrozas, quema de hogueras y carretillas, toque de diana, pasacalles, carrera ciclista y castillo de fuegos artificiales, entre otras actividades. 
Anteriormente a las fiestas patronales, se llevan a cabo una serie de bailes con el fin de conocer a la reina y las damas de las fiestas. El primero de ellos, es el baile de presentación de las damas, seguido de la elección de la reina por votación del pueblo; después la imposición de bandas realizada por las damas anteriores que traspasan su banda a las nuevas, después es el baile de coronación de la reina por el alcalde del municipio y por último, en el año 2018 y 2019, se realiza el baile de la Reina del Sureste, algunas reinas de la provincia van al baile en Ontur para que una se alce como Reina del Sureste. También, además de Damas y Reina, hay Damas y Reina infantiles.
A mediados de agosto se celebran las fiestas de verano (una especie de réplica de las fiestas de primavera para turistas).

## Juegos populares
La rayuela, el marro, el chícole, los caballicos dobles, el abejorro, los rompes, "titiritilla arriba la morcilla", el pañuelo, el bote, las cuatro esquinas, los hoyicos, la manzana envenenada, los caballicos de pelea, el esconde correas, y otros.